# Jacques Rodocanachi
Jacques Auguste Gérard Rodocanachi (ur. 14 kwietnia 1882 w Marsylii, zm. 7 listopada 1925 w Barbizon) – francuski szermierz, szpadzista. Członek francuskiej drużyny olimpijskiej w 1908 roku.